# Relikwiarz

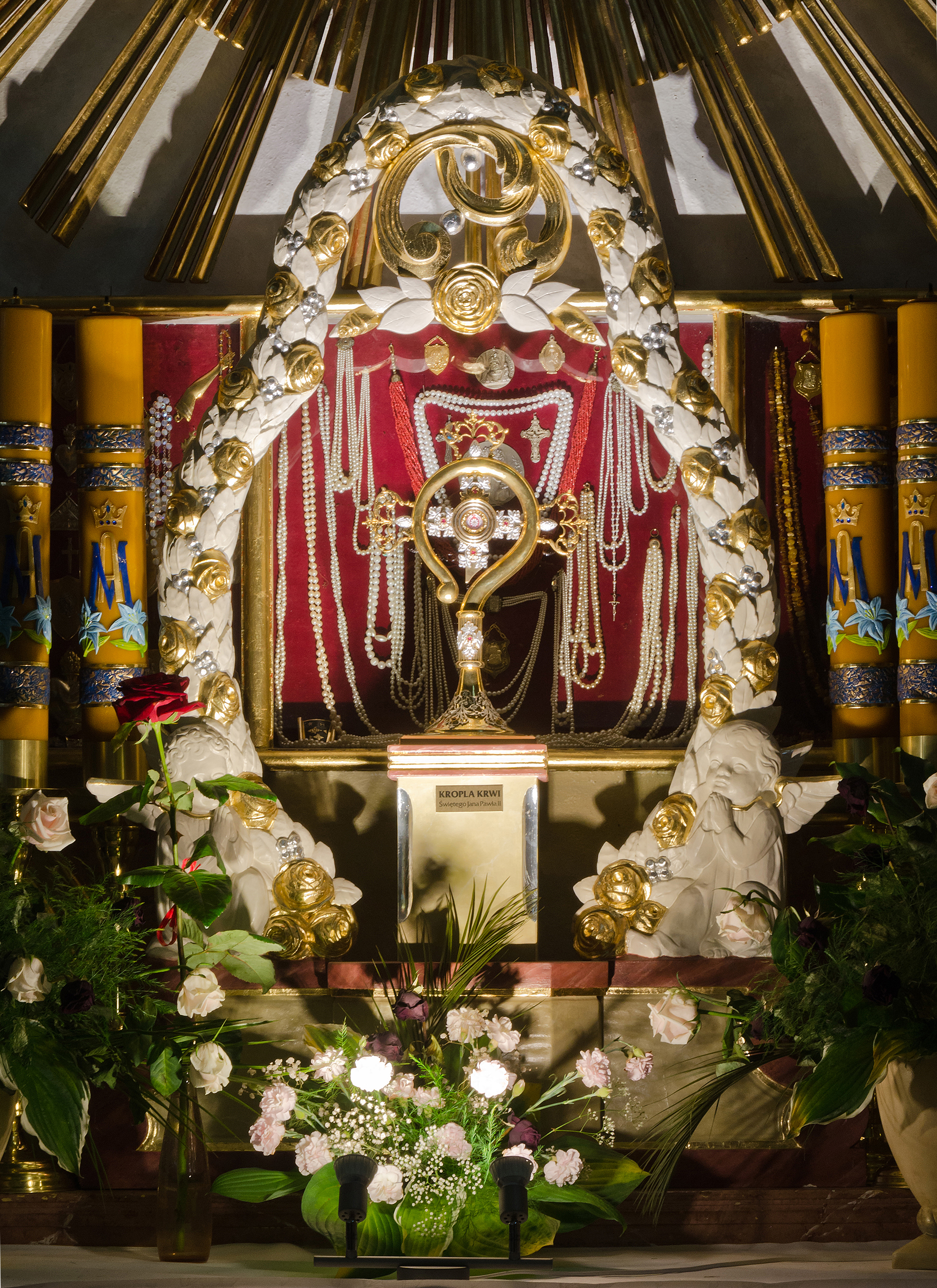
Relikwiarz z ampułką zawierająca krew św. Jana Pawła II

Relikwiarz – naczynie kultu religijnego w kształcie krzyża, monstrancji, puszki lub skrzynki do przechowywania doczesnych szczątków – relikwii. Wykonany zazwyczaj z metalu szlachetnego lub kości słoniowej, często zdobiony drogimi kamieniami lub malowidłami.

## Źródło
- Relikwiarz – Encyklopedia na interia.pl